# Grand Prix Číny 2012
Grand Prix Číny 2012 (oficiálně 2012 Formula 1 UBS Chinese Grand Prix) se jela na okruhu Shanghai International Circuit v Šanghaji v Číně dne 15. dubna 2012. Závod byl třetím v pořadí v sezóně 2012 šampionátu Formule 1.

## Kvalifikace
| Poř.                       | No. | Jezdec             | Konstruktér          | Časy v kvalifikaci | Časy v kvalifikaci | Časy v kvalifikaci | Pořadí na startu |
| Poř.                       | No. | Jezdec             | Konstruktér          | Q1                 | Q2                 | Q3                 | Pořadí na startu |
| -------------------------- | --- | ------------------ | -------------------- | ------------------ | ------------------ | ------------------ | ---------------- |
| 1                          | 8   | Nico Rosberg       | Mercedes             | 1:36.875           | 1:35.725           | 1:35.121           | 1                |
| 2                          | 4   | Lewis Hamilton     | McLaren-Mercedes     | 1:36.763           | 1:35.902           | 1:35.626           | 7                |
| 3                          | 7   | Michael Schumacher | Mercedes             | 1:36.797           | 1:35.794           | 1:35.691           | 2                |
| 4                          | 14  | Kamui Kobajaši     | Sauber-Ferrari       | 1:36.863           | 1:35.853           | 1:35.784           | 3                |
| 5                          | 9   | Kimi Räikkönen     | Lotus-Renault        | 1:36.850           | 1:35.921           | 1:35.898           | 4                |
| 6                          | 3   | Jenson Button      | McLaren-Mercedes     | 1:36.746           | 1:35.942           | 1:36.191           | 5                |
| 7                          | 2   | Mark Webber        | Red Bull-Renault     | 1:36.682           | 1:35.700           | 1:36.290           | 6                |
| 8                          | 15  | Sergio Pérez       | Sauber-Ferrari       | 1:36.198           | 1:35.831           | 1:36.524           | 8                |
| 9                          | 5   | Fernando Alonso    | Ferrari              | 1:36.292           | 1:35.982           | 1:36.622           | 9                |
| 10                         | 10  | Romain Grosjean    | Lotus-Renault        | 1:36.343           | 1:35.903           | Bez času           | 10               |
| 11                         | 1   | Sebastian Vettel   | Red Bull-Renault     | 1:36.911           | 1:36.031           |                    | 11               |
| 12                         | 6   | Felipe Massa       | Ferrari              | 1:36.556           | 1:36.255           |                    | 12               |
| 13                         | 18  | Pastor Maldonado   | Williams-Renault     | 1:36.528           | 1:36.283           |                    | 13               |
| 14                         | 19  | Bruno Senna        | Williams-Renault     | 1:36.674           | 1:36.289           |                    | 14               |
| 15                         | 11  | Paul di Resta      | Force India-Mercedes | 1:36.639           | 1:36.317           |                    | 15               |
| 16                         | 12  | Nico Hülkenberg    | Force India-Mercedes | 1:36.921           | 1:36.745           |                    | 16               |
| 17                         | 16  | Daniel Ricciardo   | Toro Rosso-Ferrari   | 1:36.933           | 1:36.956           |                    | 17               |
| 18                         | 17  | Jean-Éric Vergne   | Toro Rosso-Ferrari   | 1:37.714           |                    |                    | PL               |
| 19                         | 20  | Heikki Kovalainen  | Caterham-Renault     | 1:38.463           |                    |                    | 18               |
| 20                         | 21  | Vitalij Petrov     | Caterham-Renault     | 1:38.677           |                    |                    | 19               |
| 21                         | 24  | Timo Glock         | Marussia-Cosworth    | 1:39.282           |                    |                    | 20               |
| 22                         | 25  | Charles Pic        | Marussia-Cosworth    | 1:39.717           |                    |                    | 21               |
| 23                         | 22  | Pedro de la Rosa   | HRT-Cosworth         | 1:40.411           |                    |                    | 22               |
| 24                         | 23  | Narain Karthikeyan | HRT-Cosworth         | 1:41.000           |                    |                    | 23               |
| 107% času vítěze: 1:42.931 |     |                    |                      |                    |                    |                    |                  |
| Zdroj:                     |     |                    |                      |                    |                    |                    |                  |

Poznámky
1. ↑  Lewis Hamilton obdržel trest posunu o 5 míst vzad za neplánovanou výměnu převodovky.
2. ↑  Jean-Éric Vergne musel startovat z boxové uličky, protože jeho auto bylo upraveno v podmínkách Parc Fermé.

## Závod
| Poř.   | No. | Jezdec             | Konstruktér          | Počet kol | Čas/Odstoupení | Pořadí na startu | Body |
| ------ | --- | ------------------ | -------------------- | --------- | -------------- | ---------------- | ---- |
| 1      | 8   | Nico Rosberg       | Mercedes             | 56        | 1:36.26.929    | 1                | 25   |
| 2      | 3   | Jenson Button      | McLaren-Mercedes     | 56        | +20.626        | 5                | 18   |
| 3      | 4   | Lewis Hamilton     | McLaren-Mercedes     | 56        | +26.012        | 7                | 15   |
| 4      | 2   | Mark Webber        | Red Bull-Renault     | 56        | +27.924        | 6                | 12   |
| 5      | 1   | Sebastian Vettel   | Red Bull-Renault     | 56        | +30.483        | 11               | 10   |
| 6      | 10  | Romain Grosjean    | Lotus-Renault        | 56        | +31.491        | 10               | 8    |
| 7      | 19  | Bruno Senna        | Williams-Renault     | 56        | +34.597        | 14               | 6    |
| 8      | 18  | Pastor Maldonado   | Williams-Renault     | 56        | +35.643        | 13               | 4    |
| 9      | 5   | Fernando Alonso    | Ferrari              | 56        | +37.256        | 9                | 2    |
| 10     | 14  | Kamui Kobajaši     | Sauber-Ferrari       | 56        | +38.720        | 3                | 1    |
| 11     | 15  | Sergio Pérez       | Sauber-Ferrari       | 56        | +41.066        | 8                |      |
| 12     | 11  | Paul di Resta      | Force India-Mercedes | 56        | +42.273        | 15               |      |
| 13     | 6   | Felipe Massa       | Ferrari              | 56        | +42.779        | 12               |      |
| 14     | 9   | Kimi Räikkönen     | Lotus-Renault        | 56        | +50.573        | 4                |      |
| 15     | 12  | Nico Hülkenberg    | Force India-Mercedes | 56        | +51.213        | 16               |      |
| 16     | 17  | Jean-Éric Vergne   | Toro Rosso-Ferrari   | 56        | +51.756        | PL               |      |
| 17     | 16  | Daniel Ricciardo   | Toro Rosso-Ferrari   | 56        | +1:03.156      | 17               |      |
| 18     | 21  | Vitalij Petrov     | Caterham-Renault     | 55        | +1 kolo        | 19               |      |
| 19     | 24  | Timo Glock         | Marussia-Cosworth    | 55        | +1 kolo        | 20               |      |
| 20     | 25  | Charles Pic        | Marussia-Cosworth    | 55        | +1 kolo        | 21               |      |
| 21     | 22  | Pedro de la Rosa   | HRT-Cosworth         | 55        | +1 kolo        | 22               |      |
| 22     | 23  | Narain Karthikeyan | HRT-Cosworth         | 54        | +2 kola        | 23               |      |
| 23     | 20  | Heikki Kovalainen  | Caterham-Renault     | 53        | +3 kola        | 18               |      |
| Ret    | 7   | Michael Schumacher | Mercedes             | 12        | Kolo           | 2                |      |
| Zdroj: |     |                    |                      |           |                |                  |      |

## Průběžné pořadí po závodě
Pohár jezdců
|   | Pořadí | Jezdec           | Body |
| - | ------ | ---------------- | ---- |
| 1 | 1      | Lewis Hamilton   | 45   |
| 1 | 2      | Jenson Button    | 43   |
| 2 | 3      | Fernando Alonso  | 37   |
|   | 4      | Mark Webber      | 36   |
| 1 | 5      | Sebastian Vettel | 28   |

Pohár konstruktérů
|   | Pořadí | Konstruktér      | Body |
| - | ------ | ---------------- | ---- |
|   | 1      | McLaren-Mercedes | 88   |
|   | 2      | Red Bull-Renault | 64   |
|   | 3      | Ferrari          | 37   |
|   | 4      | Sauber-Ferrari   | 31   |
| 4 | 5      | Mercedes         | 26   |